# Philentoma pyrhoptera
La filentoma alirossicce (Philentoma pyrhoptera (Temminck, 1836)) è un uccello passeriforme della famiglia dei Vangidi.

## Distribuzione e habitat
La specie è diffusa nel sud-est asiatico (Brunei, Indonesia, Malaysia, Myanmar, Singapore, Thailandia e Vietnam).